# Bothropoides alcatraz
Bothropoides alcatraz là một loài rắn trong họ Rắn lục. Loài này được Marques mô tả khoa học đầu tiên năm 2002.